# Aaron Jones (Cricketspieler)
Aaron Jones (* 19. Oktober 1994 in New York City, Vereinigte Staaten) ist ein US-amerikanischer Cricketspieler, der seit 2016 für die Nationalmannschaft der Vereinigten Staaten spielt.

## Kindheit und Ausbildung
Jones durchlief die Altersklassenmannschaften in Barbados.

## Aktive Karriere
Jones spielte zunächst für die Combined Campuses und gab für diese in der Saison 2015/16 sein 
List-A-Debüt. Sein First-Class-Debüt erfolgte in der Saison 2017/18 für Barbados. Er wurde dann für die Vereinigten Staaten für den ICC World Cricket League Division Three 2018 im November 2018 berufen. Sein Twenty20-Debüt in der Nationalmannschaft erfolgte im März 2019 in den Vereinigten Arabischen Emiraten. Kurz darauf folgte sein ODI bei der ICC World Cricket League Division Two 2019 gegen Papua-Neuguinea. Im September bestritt er ein heimisches Drei-Nationen-Turnier und erzielte dabei gegen Papua-Neuguinea ein Fifty über 77 Runs, wofür er als Spieler des Spiels ausgezeichnet wurde. Bei einem Drei-Nationen-Turnier in den Vereinigten Arabischen Emiraten im Dezember 2019 gelangen ihm gegen den Gastgeber (95 Runs) und Schottland jeweils (74 Runs) ein Fifty. In der Amerika-qualifikation für die nächste Twenty20-Weltmeisterschaft gelang ihm im November 2021 ein Fifty gegen Bermuda über 50 Runs, wofür er ausgezeichnet wurde.
In der Saison 2022 erzielte er zunächst in zwei heimischen Drei-Nationen-Turnieren gegen die Vereinigten Arabischen Emirate (87 Runs) und Oman (97 Runs) je ein weiteres Fifty. Bei einem weitere Turnier in Schottland erreichte er dann ein Fifty (51 Runs) gegen die Vereinigten Arabischen Emirate und ein Century über 123 Runs aus 87 Bällen, sowie ein weiteres Fifty (62 Runs) gegen den Gastgeber. Bei einem Drei-Nationen-Turnier in Namibia im November 2022 erreichte er gegen Papua-Neuguinea ebenso ein Fifty (66 Runs), wie gegen dasselbe Team beim ICC Cricket World Cup Qualifier Play-off 2023 im April 2023 (81 Runs), wofür er jeweils ausgezeichnet wurde. Beim ICC Cricket World Cup Qualifier 2023 im Juli folgte ein weiteres Half-Century (75 Runs) gegen die Vereinigten Arabischen Emirate, womit er jedoch nicht vermeiden konnte, dass die Vereinigten Staaten den letzten Platz belegten. Im Jahr darauf wurde er für den ICC Men’s T20 World Cup 2024 nominiert.